# Changtan Shuiku (reservoar i Kina, Guangdong)
Changtan Shuiku (kinesiska: 长潭水库) är en reservoar i Kina. Den ligger i provinsen Guangdong, i den södra delen av landet, omkring 340 kilometer nordost om provinshuvudstaden Guangzhou. Changtan Shuiku ligger 150 meter över havet. Arean är 0,14 kvadratkilometer. I omgivningarna runt Changtan Shuiku växer i huvudsak städsegrön lövskog. Den sträcker sig 0,6 kilometer i nord-sydlig riktning, och 0,5 kilometer i öst-västlig riktning.
Genomsnittlig årsnederbörd är 1 968 millimeter. Den regnigaste månaden är maj, med i genomsnitt 422 mm nederbörd, och den torraste är oktober, med 22 mm nederbörd.